# Кун, Йоахим
Йоахим Кун (нем. Wilhelm Georg Joachim Kuhn; 2 августа 1913, Берлин — 6 марта 1994, Бад-Брюккенау, Бавария) — немецкий майор генерального штаба, активный участник покушения на Адольфа Гитлера 20 июля 1944 года.

## Происхождение
Артур Юлиус Кун, отец Иоахима Куна, родился в 1883 году в Котбусе. Он был инженером-механиком и патентным поверенным. Мать, Хильдегард-Мария Клара, урождённая Кустер, родилась в Кёнигсберге в 1882 году. По словам Йоахима Куна, его дед по материнской линии был кавалерийским генералом графом фон Клинковстрём. Якобы именно это обстоятельство вдохновило юношу на военную карьеру.

## Карьера
Йоахим Кун учился в реальной школе имени кайзера Фридриха в Берлине и окончил её в 1931 году. После обучения в Технологическом институте Карлсруэ он в октябре 1932 года начал службу в 5-м пионерском батальоне рейхсвера в Ульме. Кун посещал военные школы в Дрездене и Мюнхене с 1933 по 1934 год.
В 1939 году Кун в должности полкового адъютанта принял участие в нападении на Польшу, а в 1940 году командовал ротой во время кампании против Франции.
К началу нападения на Советский Союз в 1941 году Кун служил штабным офицером 111-й пехотной дивизии. До ноября 1941 года он воевал на Восточном фронте, а затем был командирован в Военную академию Генерального штаба.
Кун блестяще сдал выпускной экзамен в мае 1942 года и был переведён в Генеральный штаб армейско-организационного отдела при ОКХ. В мае 1943 года он получил звание майора.
Как офицер генерального штаба в марте 1944 года Кун оказался в подчинении Клауса Шенка графа фон Штауффенберга. Штауффенберг и Кун были знакомы ещё раньше и стали близкими друзьями. Йоахим Кун был помолвлен ещё в 1943 году с Мари Габриэле Шенк, двоюродной сестрой Клауса Штауфенберга.

## Участие в заговоре
В ноябре 1943 года Кун вместе со своим другом Альбрехтом фон Хагеном подготовил взрывчатку для Акселя фон дем Бусшера Штрайтхорста, который собирался взорвать Адольфа Гитлера во время демонстрации образцов новой зимней формы. Этот план потерпел неудачу, так как вагон с образцами был уничтожен во время воздушного налёта союзников.
В мае 1944 года Йоахим Кун снова вместе с Альбрехтом фон Хагеном подготовил взрывчатку. На этот раз для Штауффенберга.
22 июня 1944 года Кун занимает должность начальника штаба в 28-й пехотной дивизии генерал-лейтенанта Густава Хайстермана фон Цильберга. Судя по всему, Цильберг знал о подготовке покушения на Адольфа Гитлера, но не выдал заговорщиков.

## Покушение 20 июля 1944 года
Основная статья Покушение 20 июля 1944 года
В день покушения — 20 июля 1944 года — Кун находился на Восточном фронте в Острув-Мазовецке. 21 июля 1944 года Кун сопровождал генерала Хеннинга фон Трескова, также принимавшего участие в покушении на Гитлера. Фон Тресков понимал, что вот-вот будет разоблачён, и сделал вид, что хочет поближе познакомиться с положением дел на передовой, при этом фактически он покончил жизнь самоубийством, взорвав в своих руках ручную гранату. Кун составил рапорт о том, что фон Тресков погиб смертью героя при нападении партизан. 27 июля 1944 года генерал Густав фон Цильберг, получив приказ об аресте Куна и отправке его в Берлин, предложил последнему «решить вопрос по-офицерски» (то есть покончить жизнь самоубийством).

## В советском плену
Кун отказался стреляться, был отправлен в штаб армии практически без охраны (его сопровождал офицер на втором автомобиле) и сумел легко скрыться. 27 июля 1944 года майор Иоахим Кун перешёл линию фронта, был обнаружен польскими крестьянами и выдан ими советским солдатам 2-го Белорусского фронта в деревне Старосельцы под Белостоком. По словам Куна, он не хотел участи военнопленного, а стремился к смерти во время боестолкновения. Генерал фон Цильберг, при чьей помощи Кун избежал смерти, был приговорен к девяти месяцам тюрьмы «за нарушение порядка», но Гитлер опротестовал это решение как слишком мягкое, и 21 ноября 1944 года имперский военный трибунал в Торгау вынес Цильбергу смертный приговор (приведён в исполнение путем расстрела в берлинской тюрьме Шпандау 2 февраля 1945 года).
Кун был подробно допрошен сотрудниками контрразведки Красной Армии. Он рассказал обо всём, что имело отношение к покушению на Гитлера, а также о собственном участии в заговоре. 10 августа 1944 года Эрнст Кальтенбруннер написал рейхсляйтеру Мартину Борману:

Не будет неожиданностью, если из-за участия в поставке заговорщикам взрывчатого вещества перебежавший к большевикам майор Кун всплывет в Национальном комитете.
С 12 августа 1944 года по 1 марта 1947 года Кун находился в Москве во внутренней тюрьме НКГБ на Лубянке и в Бутырской тюрьме). Причём «из соображений оперативной необходимости» ему было дано другое имя. В тюремных документах он значился как Иоахим фон Маловиц.
С 1 марта 1947 года по 22 апреля 1948 года Кун находился на «особом объекте» (подмосковной даче, по указанию Абакумова), где готовился к репатриации в Восточную Германию. Согласно материалам дела, Кун в частной беседе говорил, что сыт по горло сотрудничеством с советской властью и хочет по возвращении в Германию уехать к американцам.
В советском плену 2 сентября 1944 года в ГУКР Смерш в Москве Кун напечатал на машинке «Собственноручные показания», первый экземпляр которых был направлен в Государственный комитет обороны.
Советская сторона почти сразу заподозрила, что Кун — заброшенный вражеский агент. 23 сентября 1944 года начальник ГУКР Смерш генерал-полковник Виктор Абакумов писал Георгию Маленкову:

В Берлине на процессе по делу о покушении на Гитлера, как известно из прессы, одним из активных участников заговора фигурировал майор немецкой армии Кун Иоахим, который германским судом был заочно осужден к смертной казни. Немцы также сообщили, что Кун бежал на сторону Красной Армии и в связи с этим объявлен изменником родине…

Будучи доставлен в Москву в Главное управление «СМЕРШ» и тщательно допрошен, Кун в собственноручных показаниях изложил известное ему о заговоре против Гитлера и своём участии в нём. Особый интерес представляют показания Куна в части известных ему участников заговора либо сочувствовавших заговору, которые не были репрессированы Гитлером и до последнего времени продолжали находиться на руководящих военных постах… Имея в виду, что Кун объявлен в Германии изменником и активным участником заговора и к тому же в показаниях несколько выпячивает свою роль в заговоре, не исключена возможность, что он под предлогом всего этого заброшен немцами на нашу сторону с какими-либо специальными целями… Об изложенном доложено товарищу Сталину. При этом представляю перевод собственноручных показаний Куна.
6 февраля 1945 года Высший военный суд в Берлине заочно приговорил Иоахима Куна за «дезертирство и военную измену» к смерти.
17 февраля 1945 года при помощи Куна офицеры СМЕРШ обнаружили в заброшенном штабе верховного командования немецкой армии в Мауэрвальде недалеко от Растенбурга в Восточной Пруссии железную и стеклянную банки, спрятанные Куном по указанию Штауффенберга ещё осенью 1943 года. В них содержались секретные документы, касающиеся заговора против Гитлера. Эти документы были переданы Куну в декабре 1943 года Акселем фон дем Бусше.
Виктор Абакумов предложил в феврале 1945 года опубликовать найденные с помощью Куна документы антигитлеровского заговора 1943 года, но этого сделано не было.

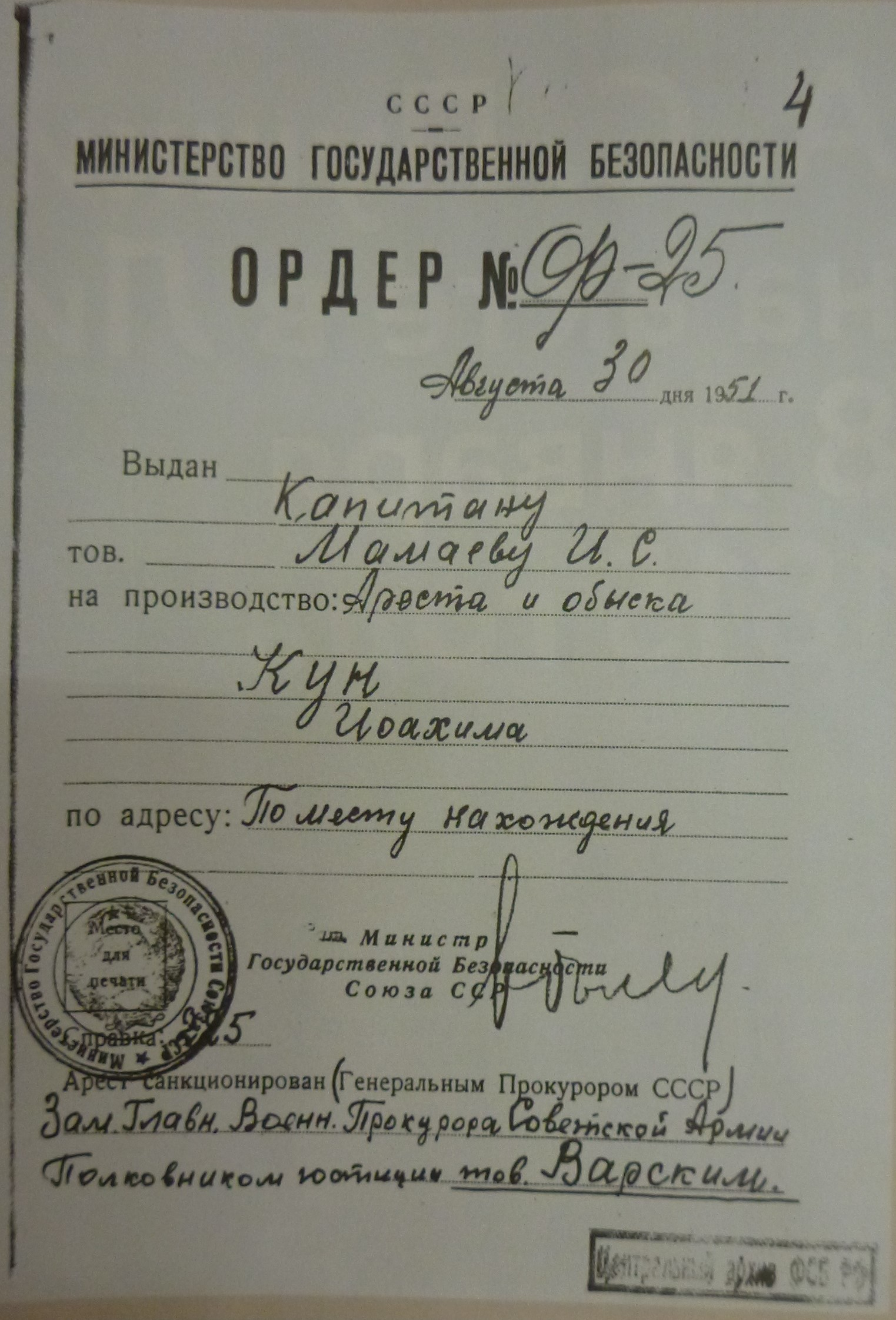
Ордер на обыск и арест Куна от 30 августа 1951 года

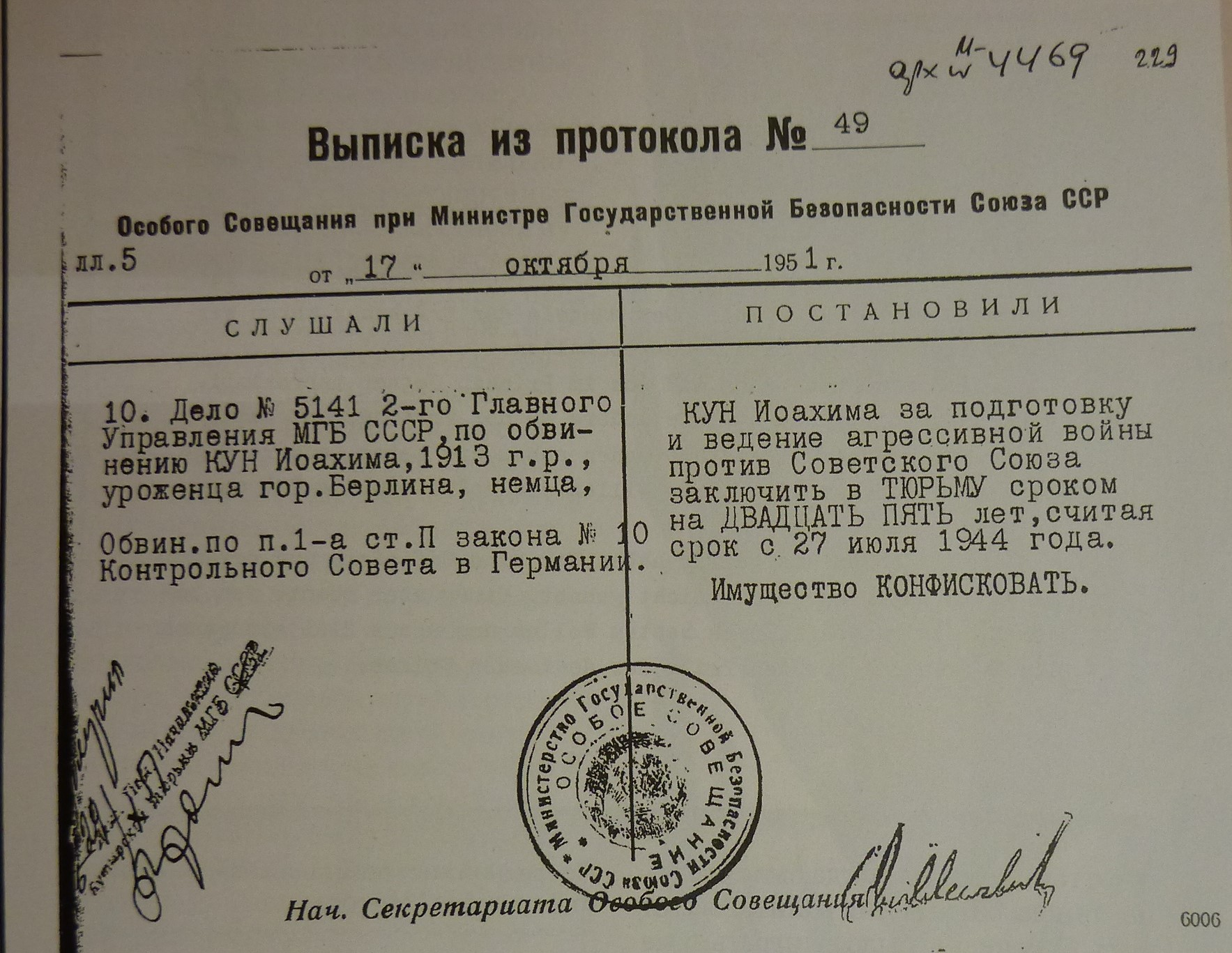
Приговор Особого совещания при Министре государственной безопасности СССР в отношении Куна

С 22 апреля 1948 года Кун (не будучи юридически арестованным до 30 августа 1951 года) содержался в московских тюрьмах — с 22 апреля 1948 года в Лефортово, с 5 апреля 1950 года — в Бутырке.
Доказательством вины Куна стали показания находившегося в заключении на Лубянке сотрудника СД гауптштурмфюрера СС Р. Гамоты от 28 февраля 1949 года о немецкой антигитлеровской организации «Обновление» (реально никогда не существовала, а сам Гамота был осужден как военный преступник). К делу Куна в качестве «документального доказательства» приобщили статью советского журналиста Эрнста Генри «Международная роль англо-американо-немецкого банка Шредера» (опубликована в «Новом времени» 28 февраля 1947 года), в которой все немецкие противники Гитлера получили политические ярлыки:

Кто была эта «оппозиция»? Реакционные офицеры, представители прусской аристократии и высших германских финансовых кругов. Это были те круги, которые, убедившись, что Гитлер проиграл войну против Советского Союза, делали ставку на дворцовый переворот. Весь план, как известно, заключался в том, чтобы в удобный момент заменить Гитлера, быстро заключить сепаратный мир с западными союзниками и, тем спасти, пока ещё не поздно, германский империализм.
17 октября 1951 года Особое совещание при министре государственной безопасности СССР приговорило Иоахима Куна «за подготовку и ведение агрессивной войны против Советского Союза» к 25 годам тюремного заключения с конфискацией имущества.
В обвинительном заключении говорилось, что Кун как участник заговора преследовал следующую цель: уничтожение Гитлера с целью заключения сепаратного мира с Англией, Францией и США для продолжения войны против Советского Союза. Следователь по делу Куна майор государственной безопасности Кичигин 6 октября 1951 года (то есть за 11 дней до приговора) принял решение об условиях содержания Куна:

Кун, Иоахима, как военного преступника, после осуждения направить для отбытия наказания в особую тюрьму
Кун содержался в Александровской тюрьме под Иркутском с 1951 по 1955 год. Он тяжело болел. Вероятно, в эти годы у него начались проблемы с психикой. Во всяком случае один из советских врачей, проводивших осмотр, в августе 1954 года, поставил ему диагноз: параноидальная шизофрения. Также у Куна была дистрофия. В своих письмах советским властям Кун выдавал себя за графа фон дер Пфальц-Цвейбрюккена. С июня 1954 года Куну разрешили переписку и получение посылок с Родины (всего он получил 43 посылки от матери). В сентябре 1955 года Кун был переведён в тюрьму Первоуральска, где находился до 7 января 1956 года.

## После освобождения
На основании указа Президиума Верховного Совета СССР от 28 сентября 1955 года Иоахим Кун был освобождён из заключения. 16 января 1956 года его привезли в приёмный центр Фридланд под Геттингеном и официально передали федеральному правительству Западной Германии.
Возвращение на родину не принесло Куну желанного покоя. Его ходатайство о вознаграждении за службу в армии во время войны было отклонено, так как 4 августа 1944 года он был официально изгнан из вермахта. Тогда Йоахим Кун подал прошение на компенсацию как «жертва национал-социализма». Но и это ходатайство было отклонено. Ведь до июля он служил в гитлеровской армии. После этого Йоахим Кун пытался добиться хотя бы отмены вынесенного ему заочного смертного приговора. Но даже эта просьба была отклонена. Зато началась проверка, не был ли Кун действительно дезертиром и советским шпионом.
Только значительно позже Иоахим Кун добился в Германии реабилитации. Ему даже предложили вступить в звании подполковника в бундесвер. Но он отказался из-за ухудшения здоровья.
Кун уклонялся от встреч с другими выжившими участниками антигитлеровского сопротивления. Кроме того, он всегда отказывался от интервью и комментариев о своей роли в покушении на Гитлера.
После смерти родителей Кун жил один в Бад-Бокклет. В 1994 году он умер от инсульта в доме престарелых недалеко от Бад-Брюккенау.

## Посмертная реабилитация в России

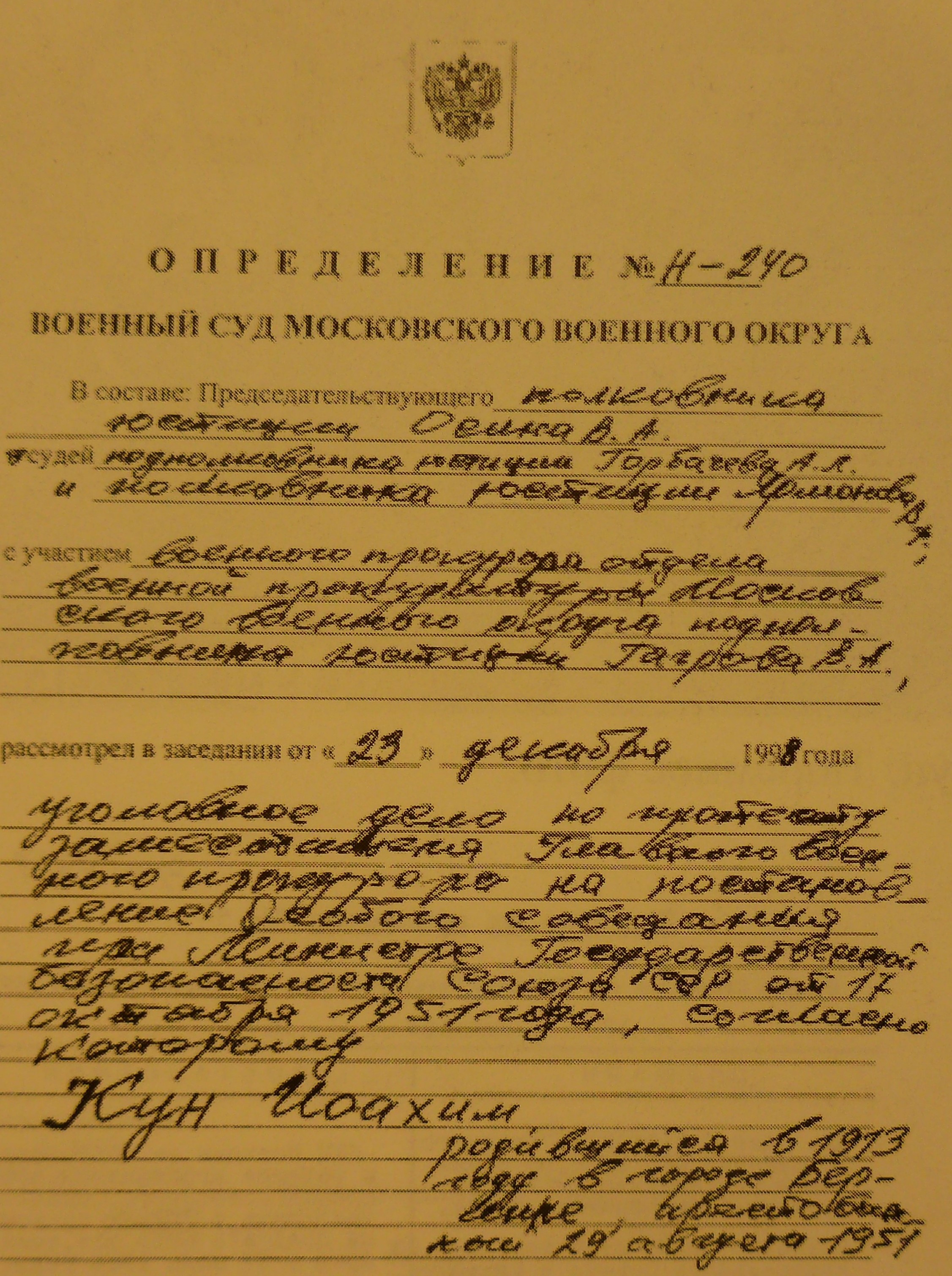
Определение военного суда Московского военного округа от 23 декабря 1998 года о реабилитации Куна

23 декабря 1998 года военный суд Московского военного округа реабилитировал майора Иоахима Куна «в связи с отсутствием преступления в его действиях».

## Семья
После освобождения Иоахим Кун не смог вступить в брак с Мари Габриеле фон Штауффенберг, так как фон Штауффенберги (они были католики) не желали принимать в семью протестанта. В итоге Кун не был женат и не оставил потомков.